# Christoph Engel (Model)
Christoph Engel (* 22. März 1974 in Basel) war Mister Schweiz des Jahres 2002.
Engel stammt aus dem Kanton Bern. Nach der vierjährigen Primar- und fünfjährigen Sekundarschule absolvierte er eine Kaufmännische Lehre bei der Schweizerischen Unfallversicherungsanstalt (Suva). Von 1995 bis 1998 besuchte er die Höhere Wirtschafts- und Verwaltungsschule HWV Bern, die er als eidg. dipl. Betriebsökonom HWV abschloss. Von 2008 bis 2010 absolvierte er in München eine Ausbildung in Struktureller Integration (Rolfing). Seit 2010 betreibt er in Bern eine alternativmedizinische Praxis.
Engel praktiziert seit 1990 traditionelles Shōtōkan Karate nach Tsutomu Ohshima Sensei und ist zurzeit Träger des 2. Dan. Zudem verfügt er über wesentliche Erfahrung in Aikido, Kendo, Systema sowie Wing Tsun und Boxen.
Zu seinen Hobbys gehören Skifahren und Fahrradfahren – Letzteres sowohl im Gelände als auch auf der Strasse.